# Tom Rush
Tom Rush, (Portsmouth, 1941. február 8. –) amerikai folkzenész: bluesénekes, gitáros, dalszerző. Rush sikerei az 1960-as a években segítettek elindítani más énekes-dalszerzők karrierjét, miközben hatvan éven át maga ő is sikeresen folytatta pályáját. Rush Jeffery Cotton zeneszerző féltestvére.

## Pályafutása
Apja a New Hampshire állambeli St. Paul's School tanára volt. Maga Tom a Harvard Egyetemen tanult angol szakon. Ez idő alatt azért inkább a zenélésre koncentrált, és 1961-ben elkezdett fellépni. Ennek az időszaknak a felvételei nagyrészt skót és appalache-i népdalváltozatok voltak.
Fellépett a Cambridge-i Club 47-ben (jelenleg Club Passim), ahol olyan zenészek kezdték pályafutásukat, mint Bob Dylan, Joan Baez, Shawn Colvin, Suzanne Vega és olyan együttesek, mint a például The Lovin' Spoonful.
A Rolling Stone magazintól különösen jó kritikákat kapott, olyan dalszerzőnek nevezte, aki új korszakot nyitott meg. Legnagyobb sikereit azonban korábban ismeretlen előadók új felvételeivel érte el. Áttöréshez segítette például Joni Mitchellt, Jackson Browne-t, James Taylort.
1968-ban megjelent, „No Regrets” című műve a folkzene standard művei közé tartozik, és gyakran foglalkoznak vele, vagy/és újraértelmezik.
A The Walker Brothers 1975-ben a No Regrets-szel bejutott az angol kislemez slágerlisták első tíze közé, a Midge Ure pedig 1982-ben lett sikeres.

## Albumok
- 1962: Tom Rush at the Unicorn
- 1963: Got a Mind to Ramble
- 1965: Blues, Songs & Ballads
- 1965: Tom Rush
- 1966: Take a Little Walk with Me
- 1968: The Circle Game
- 1970: Tom Rush
- 1970: Wrong End of the Rainbow
- 1972: Merrimack County
- 1974: Ladies Love Outlaws
- 1975: The Best of Tom Rush
- 1982: Tom Rush: New Year
- 1982: Tom Rush: Late Night Radio
- 1991: Blues, Songs and Ballads
- 1999: No Regrets: The Very Best Of Tom Rush
- 1999: Wrong End of the Rainbow
- 2001: Tom Rush/Take a Little Walk With Me
- 2001: Live at Symphony Hall, Boston (Live)
- 2002: Merrimack County/Ladies Love Outlaws
- 2002: Take a Little Walk with Me
- 2003: Trolling for Owls
- 2005: How I Play (some of) My Favorite Songs
- 2005: Judy Collins’ Wildflower Festival
- 2009: What I Know

## Filmek
- Tom Rush az IMDb-n

## Díjak

### Juno Awards
- 1975: Most promising group of the year
- 1978: Group of the year
- 1979: Group of the year
- 1990: Artist of the Decade (80's)
- 1991: Best Hard Rock/Metal album – Presto
- 1992: Hard Rock album of the year – Roll the Bones
- 2004: Music DVD of the year –  Rush in Rio
- 2011: Music DVD of the year – Rush: Beyond the Lighted Stage
- 2012: Rock Album of the year – Clockwork Angels

### Grammy-díj
- 7 jelölés

## Hall of Fame
- 2015: Canadian Songwriters Hall of Fame
- 2013: American Rock and Roll Hall of Fame

## Fordítás
- Ez a szócikk részben vagy egészben  a   Tom Rush című német Wikipédia-szócikk ezen változatának fordításán alapul.  Az eredeti cikk szerkesztőit annak laptörténete sorolja fel. Ez a jelzés csupán a megfogalmazás eredetét és a szerzői jogokat jelzi, nem szolgál a cikkben szereplő információk forrásmegjelöléseként.